# Tarzan en de gouden leeuw
Tarzan en de gouden leeuw (Engelse titel: Tarzan and the Golden Lion) is een roman geschreven door Edgar Rice Burroughs, de negende in zijn reeks van vierentwintig boeken over het titelpersonage Tarzan.
Het werd voor het eerst gepubliceerd in het pulp-tijdschrift Argosy All-Story Weekly vanaf december 1922. De eerste boekeditie werd uitgebracht in juni 1923. De eerste Nederlandse vertaling kwam uit in 1923.